# Werner Sutermeister
Werner Sutermeister (1868 – 1939) foi um escritor suíço conhecido por suas antístrofes.
Sutermeister estudou história, alemão e filosofia nas Universidades de Basiléia, Berna e Leipzig. Em 1894 obteve seu doutorado com uma tese sobre as relações entre Metternich e a Suíça entre 1840 e 1848. Durante o resto de sua vida foi professor de ensino médio em Berna e publicou obras que o fizeram um pioneiro na poesia suíço–alemã em antístrofes. Sua obra mais conhecida é Der fröhliche Apfelbaum (“A macieira feliz”).